# Măgina, Alba
Măgina este o localitate componentă a municipiului Aiud din județul Alba, Transilvania, România.

## Istoric
Pe Harta Iosefină a Transilvaniei din 1769-1773 (Sectio 139) localitatea apare sub numele de „Musina”. De-a lungul văii care străbate localitatea sunt însemnate pe hartă cu F.m. ("Fruchtmühle" = "Getreidemühle") mai multe mori de măcinat cereale. În extravilanul sud-estic al satului exista în acel timp un cuptor de ars țigle și cărămizi (Ziegl Offen).

## Vechea mănăstire
În partea de vest a satului a existat în secolul al XVIII-lea o mănăstire, marcată pe Harta Iosefină ca "Monaster". Mănăstirea avea un interior de 120 orgii (stânjeni vienezi) lungime și 100 orgii lățime. Averea consta dintr-un arător de 10 găleți, un fânaț de 2 care de fân și o vie. În anul 1745 moara mănăstirii a fost ocupată de colegiul reformat-calvin din Aiud. Înainte de 1759 trăia în mănăstire un călugăr Sofronie Pavlovici, care în urma agitației lui Sofronie părăsește mănăstirea. În 1762 se reîntoarce, ducând la Blaj o parte din averea mobilă a mănăstirilor din Geoagiul de Sus și Râmeț. În 1764 în mănăstirea de la Măgina trăia același călugăr Sofronie Pavlovici. Șematismul jubilar al arhidiecezei Blajului din 1900 afirmă că mănăstirea ar fi fost întemeiată în anul 1611.

## Obiectiv memorial
- Monumentul Eroilor Români din Primul Război Mondial. Monumentul este amplasat în centrul localității, fiind ridicat în memoria eroilor români căzuți în Primul Război Mondial, prin contribuția locuitorilor, în anul 1923. Monumentul este de tip obelisc și este realizat din piatră de calcar, iar împrejmuirea este asigurată de un gard din țevi metalice, fixate în stâlpi de beton. Pe fațada obeliscului este un înscris comemorativ: „1914-1919- VOUĂ CARE N-AȚI MAI VENIT ACASĂ VI SE VA RIDICA ACEST SMERIT SEMN DE VEȘNICĂ RECUNOȘTINȚĂ“. La baza monumentului, în plan frontal, este înscris: „S-A RIDICAT DE POPORUL RECUNOSCĂTOR ÎN ANUL 1923“.

## Personalități
- Candin Suciu (1872 - 1958), deputat în Marea Adunare Națională de la Alba Iulia 1918
- Cornel Groza (1950-), prof.univ.dr. la Academia de Muzică „Gheorghe Dima” din Cluj Napoca, dirijor al Corului „Cappella Transylvanica” și al Corului Filarmonicii de Stat Transilvania din Cluj Napoca

## Imagini

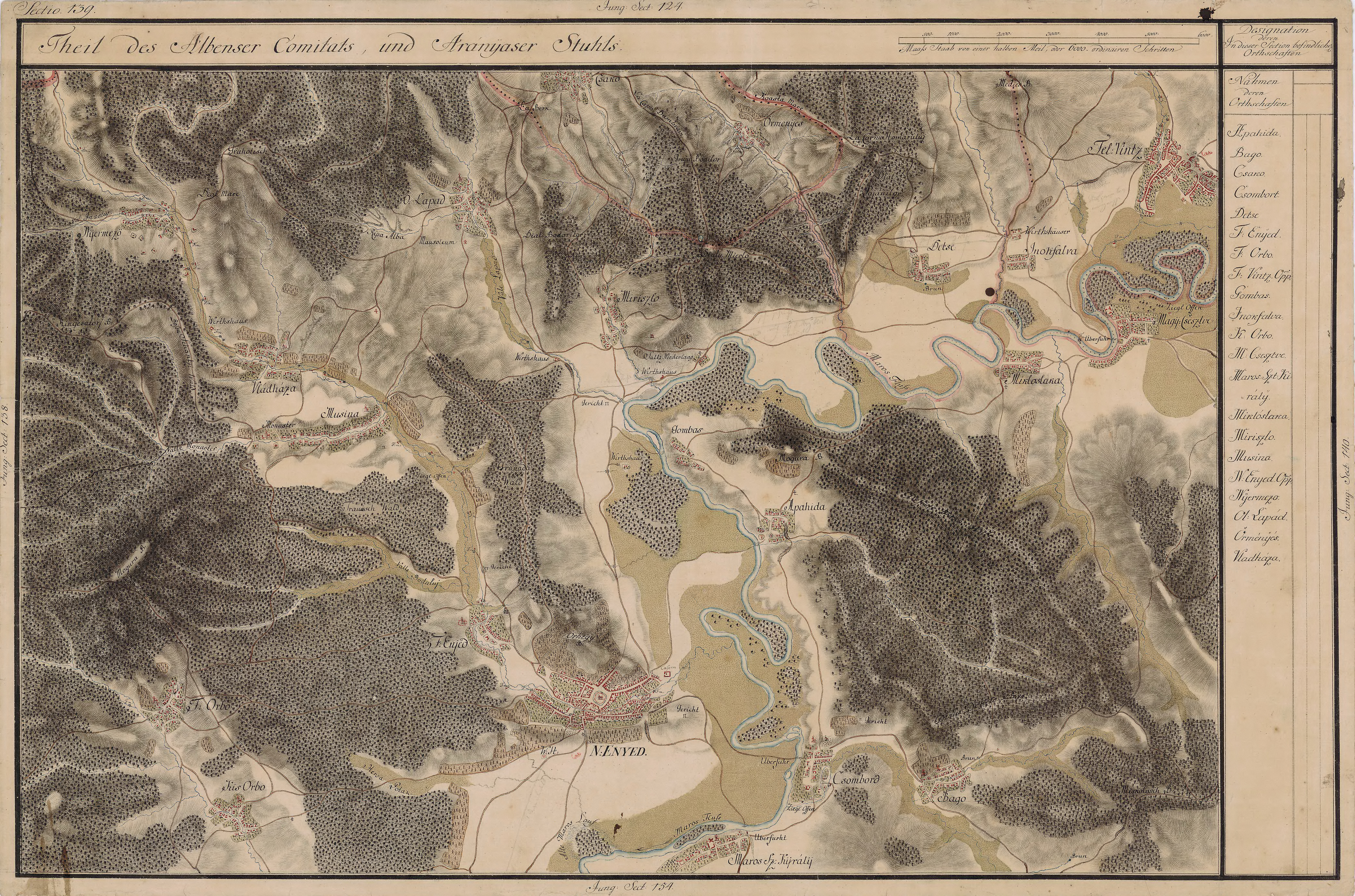
Măgina (Musina) pe Harta Iosefină a Transilvaniei, 1769-1773 (Sectio 139)
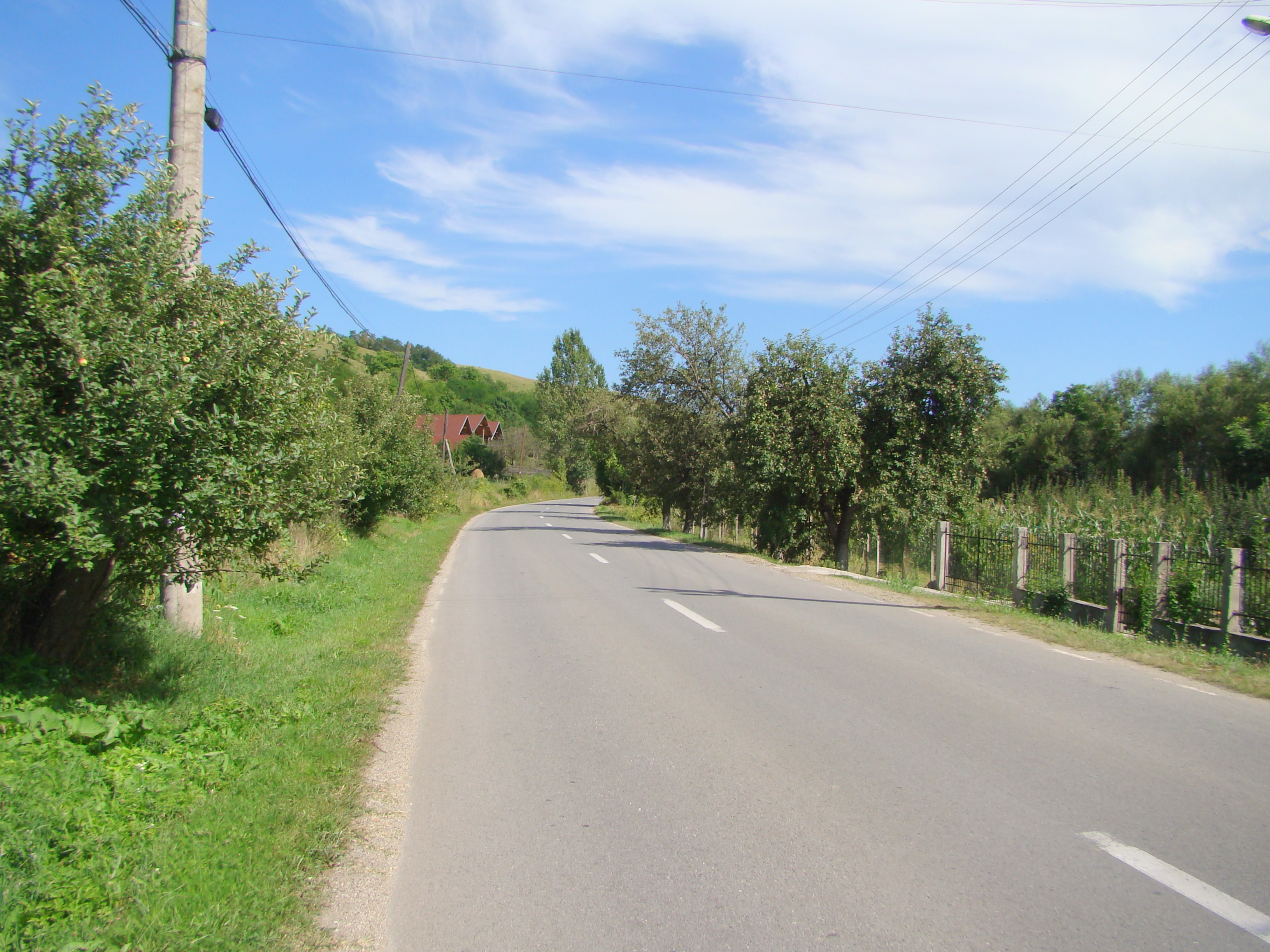
Drumul Aiud-Măgina
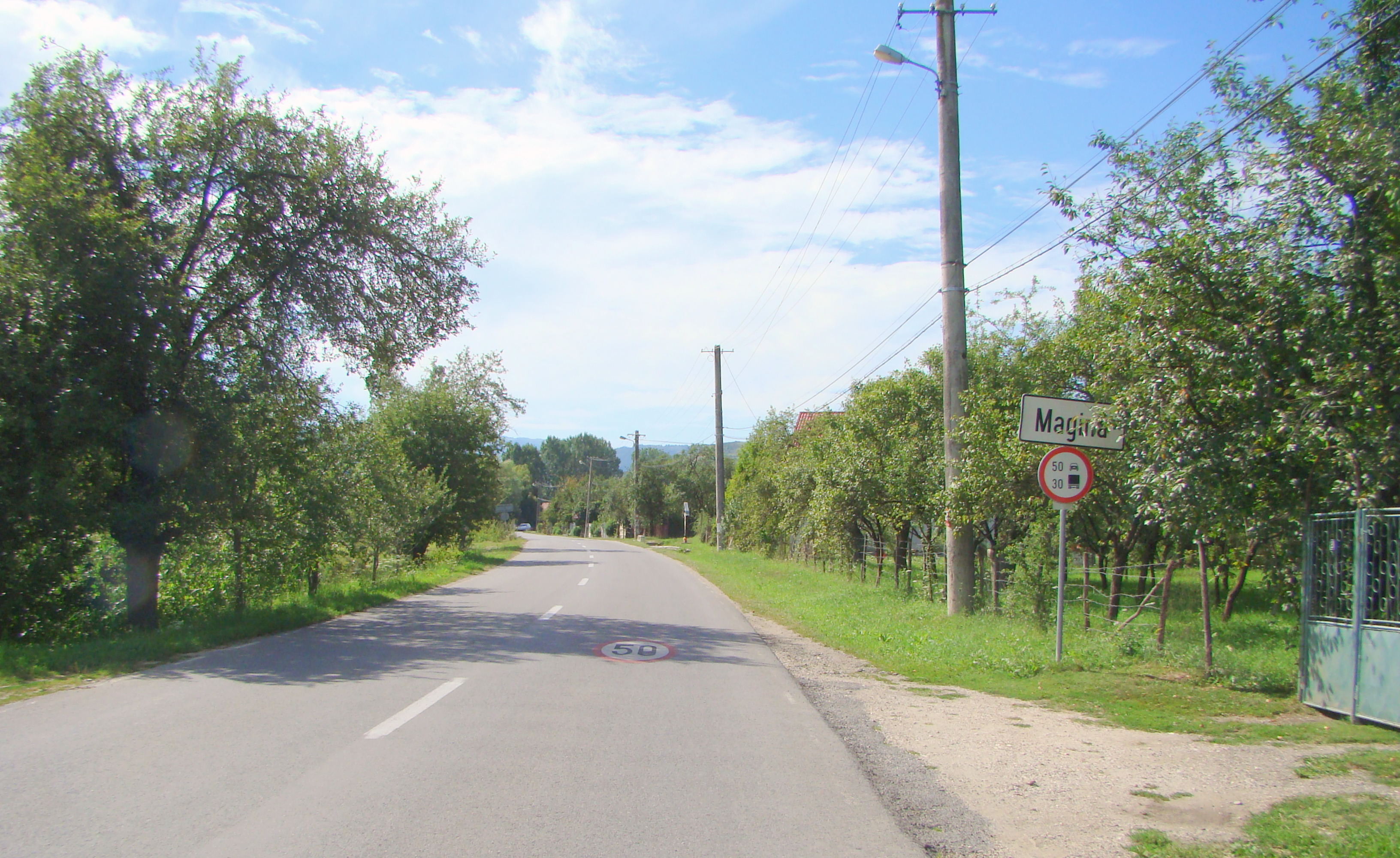
Intrarea în localitate
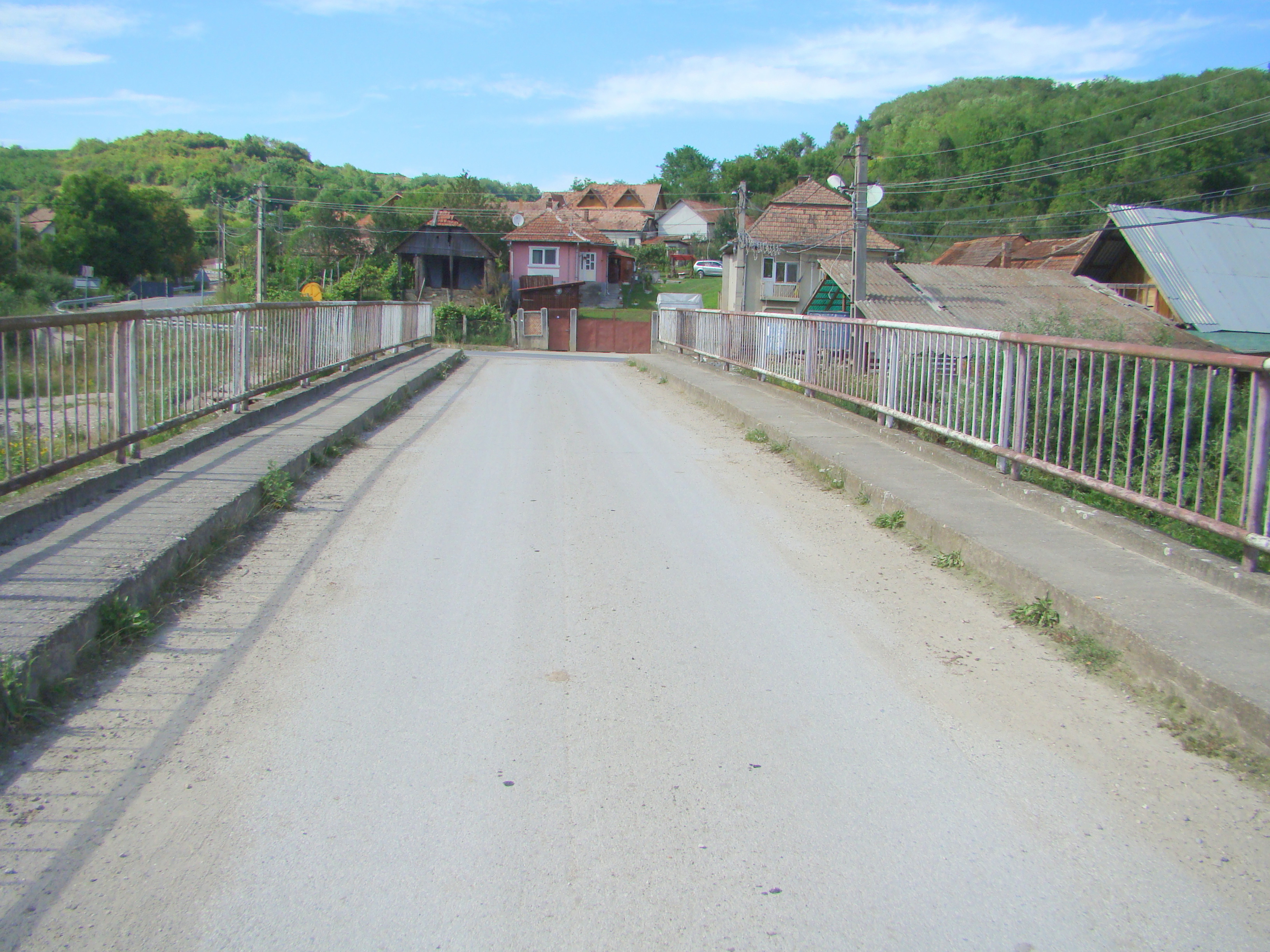
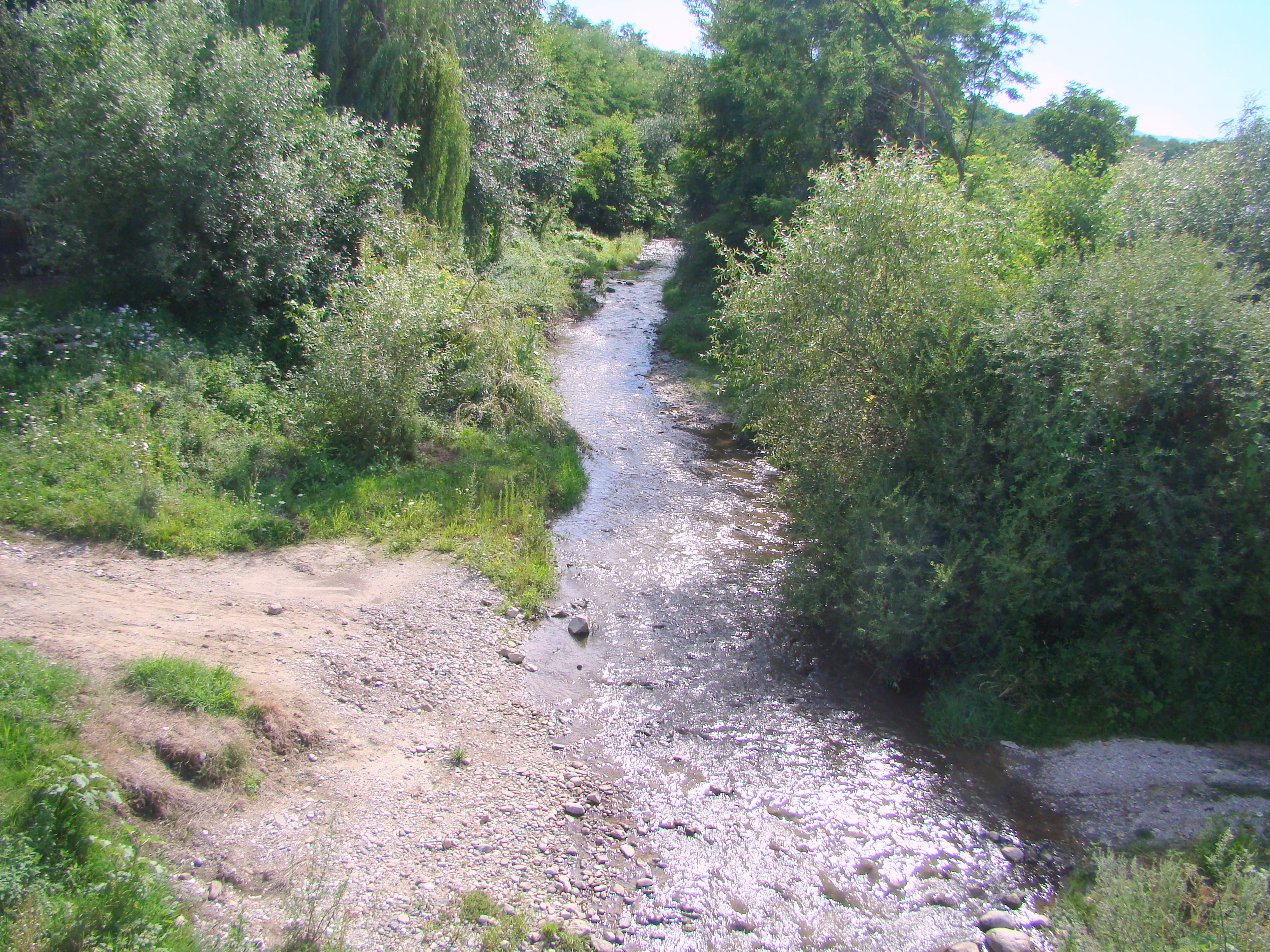
Râul Aiud
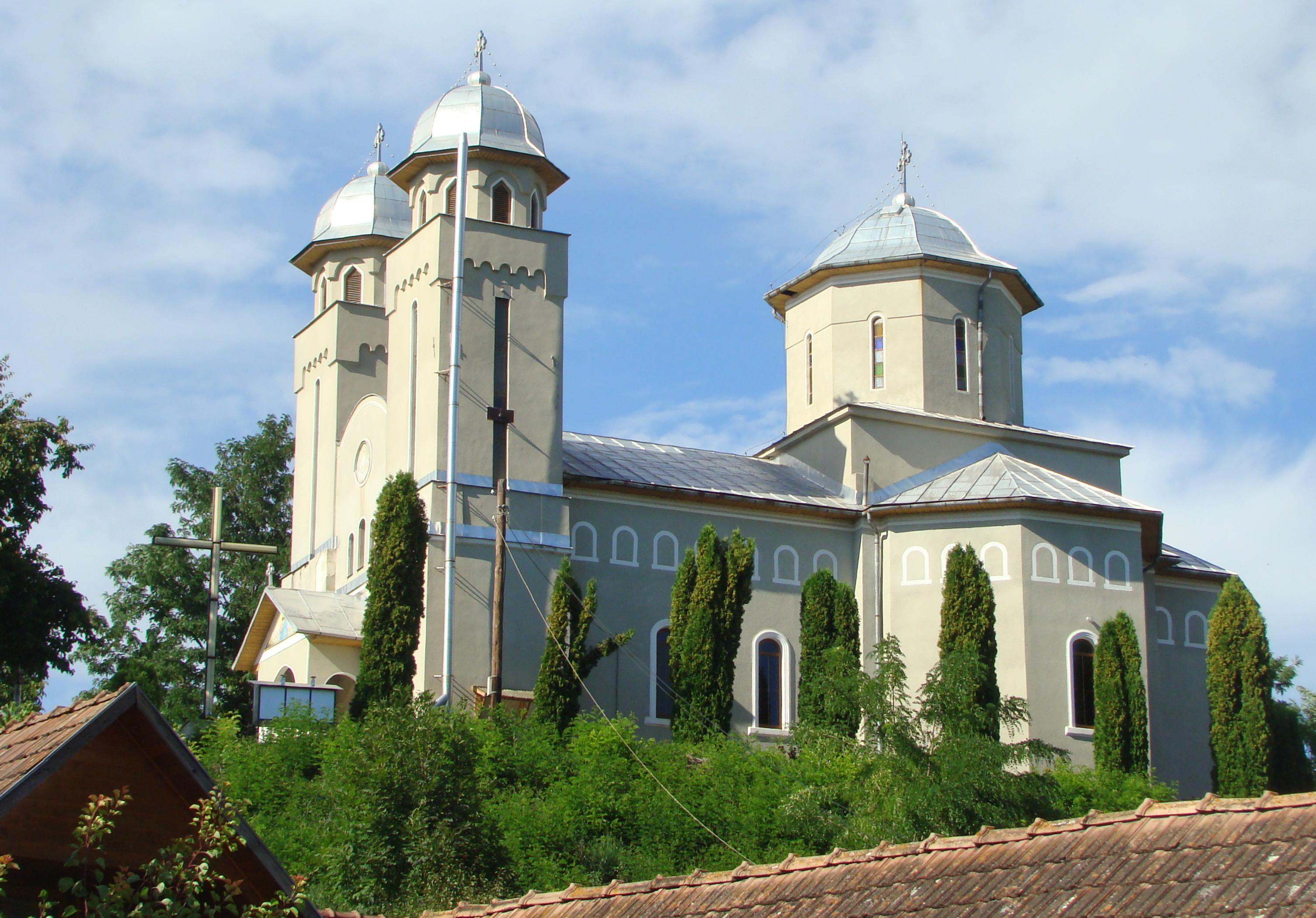
Biserica ortodoxă
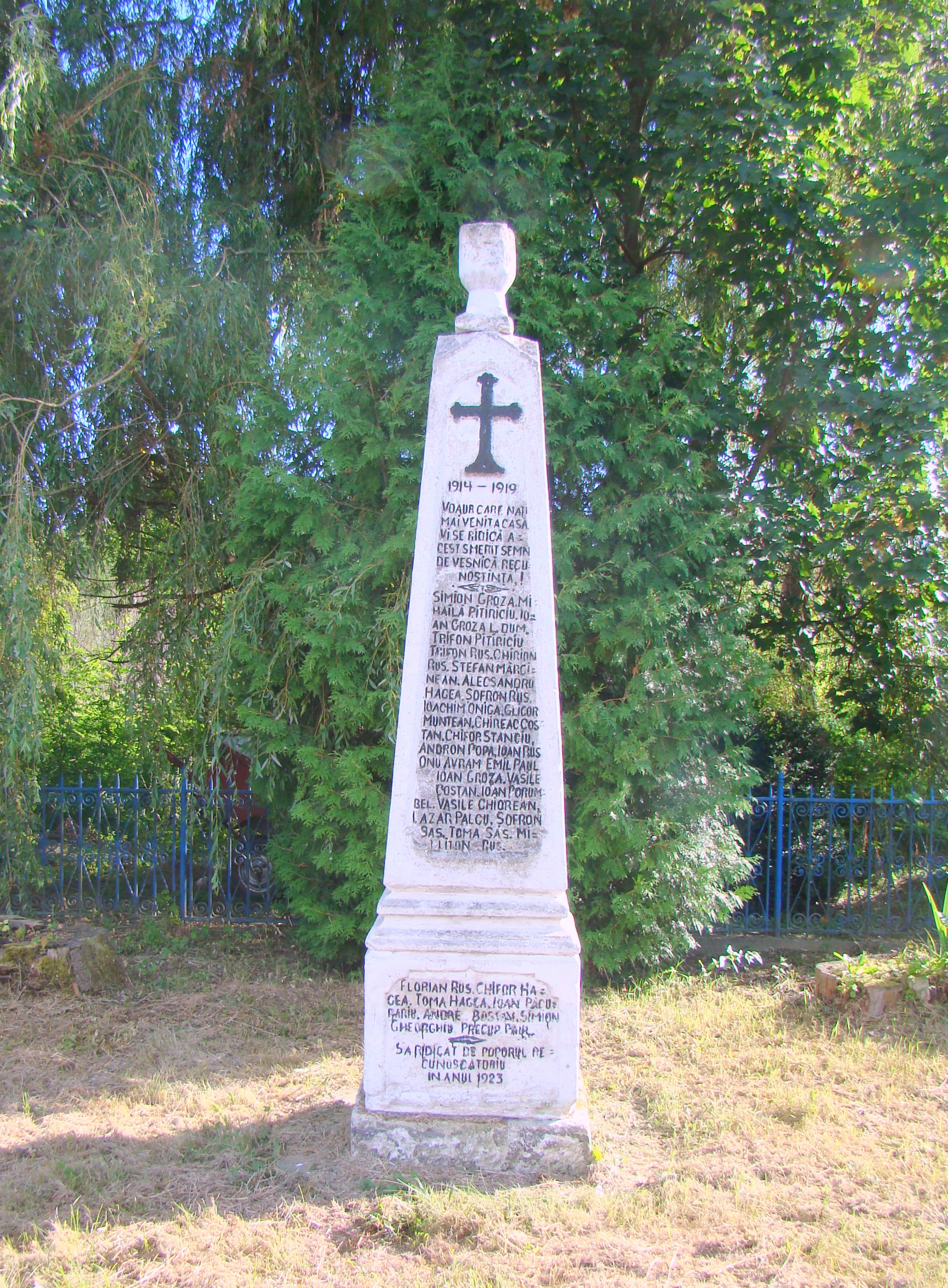
Monumentul Eroilor Români din Primul Război Mondial
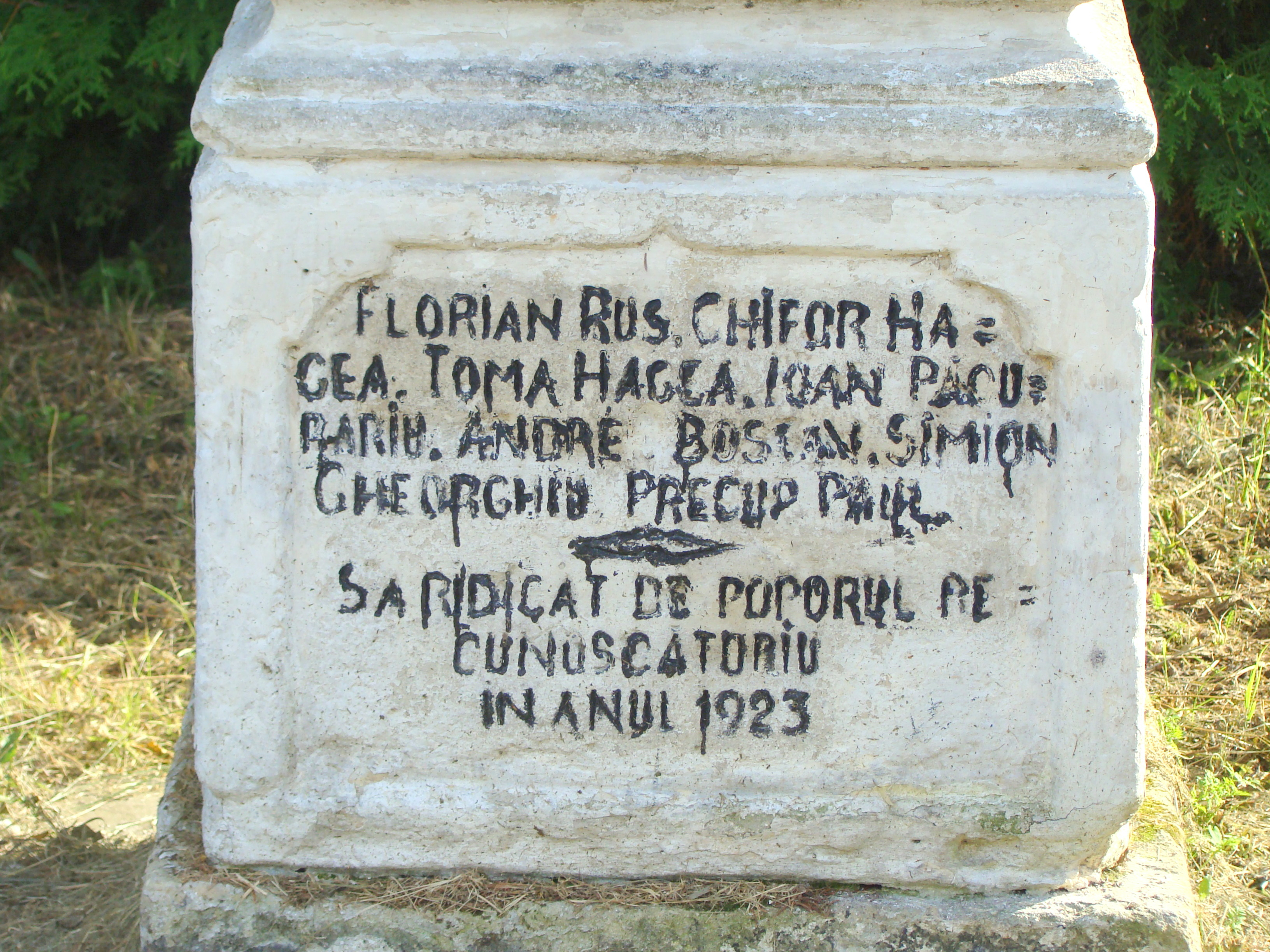
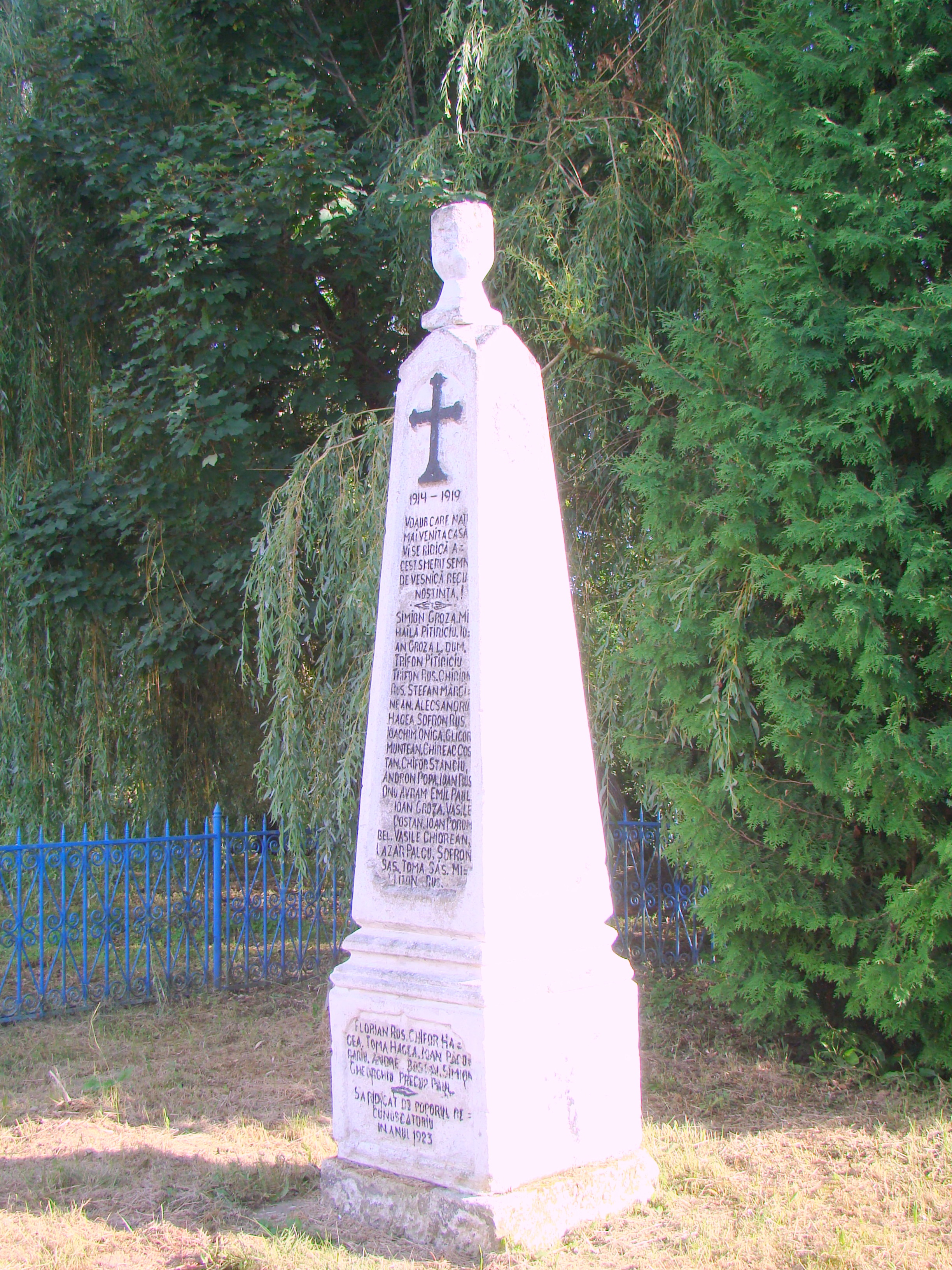
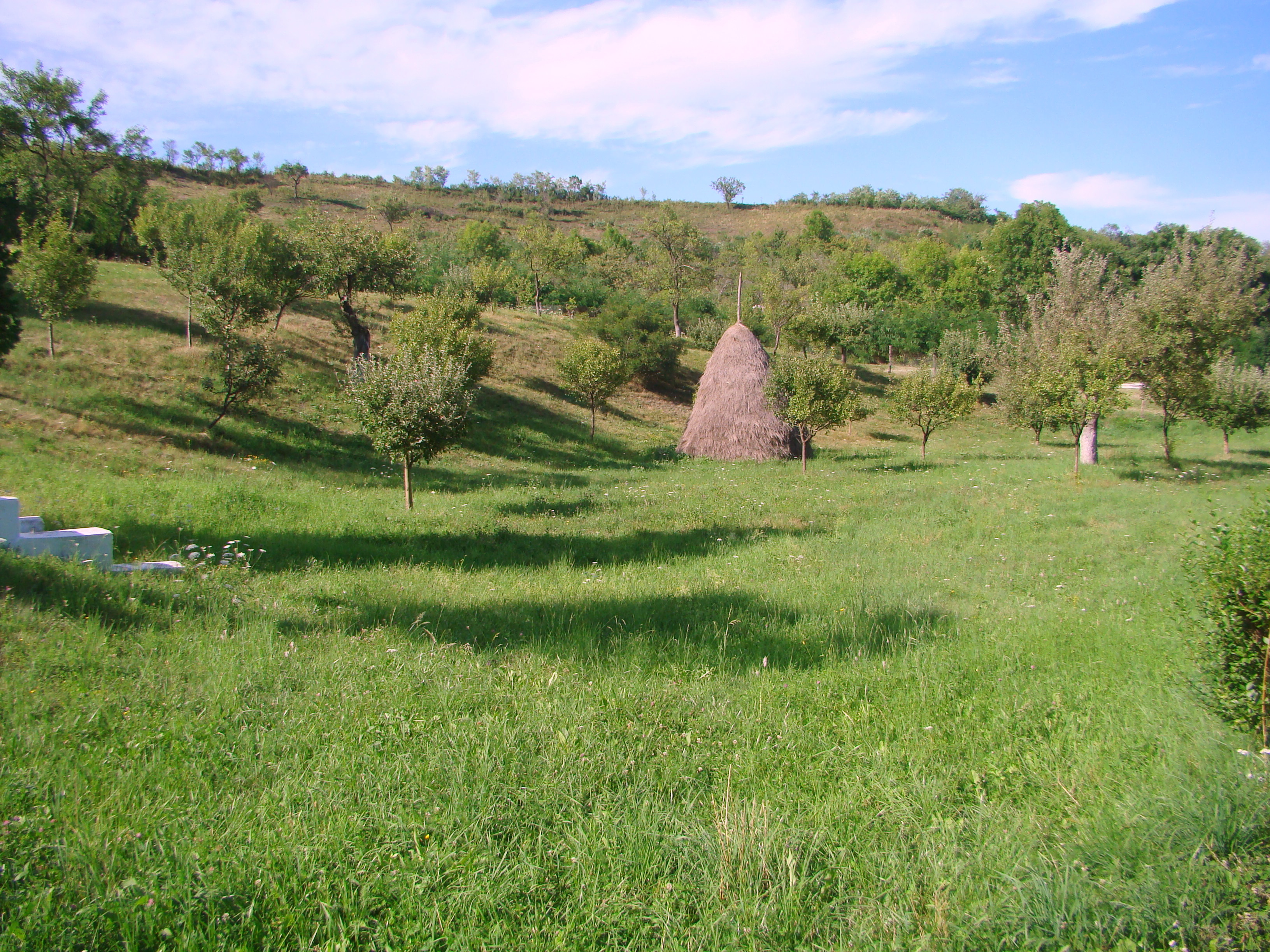
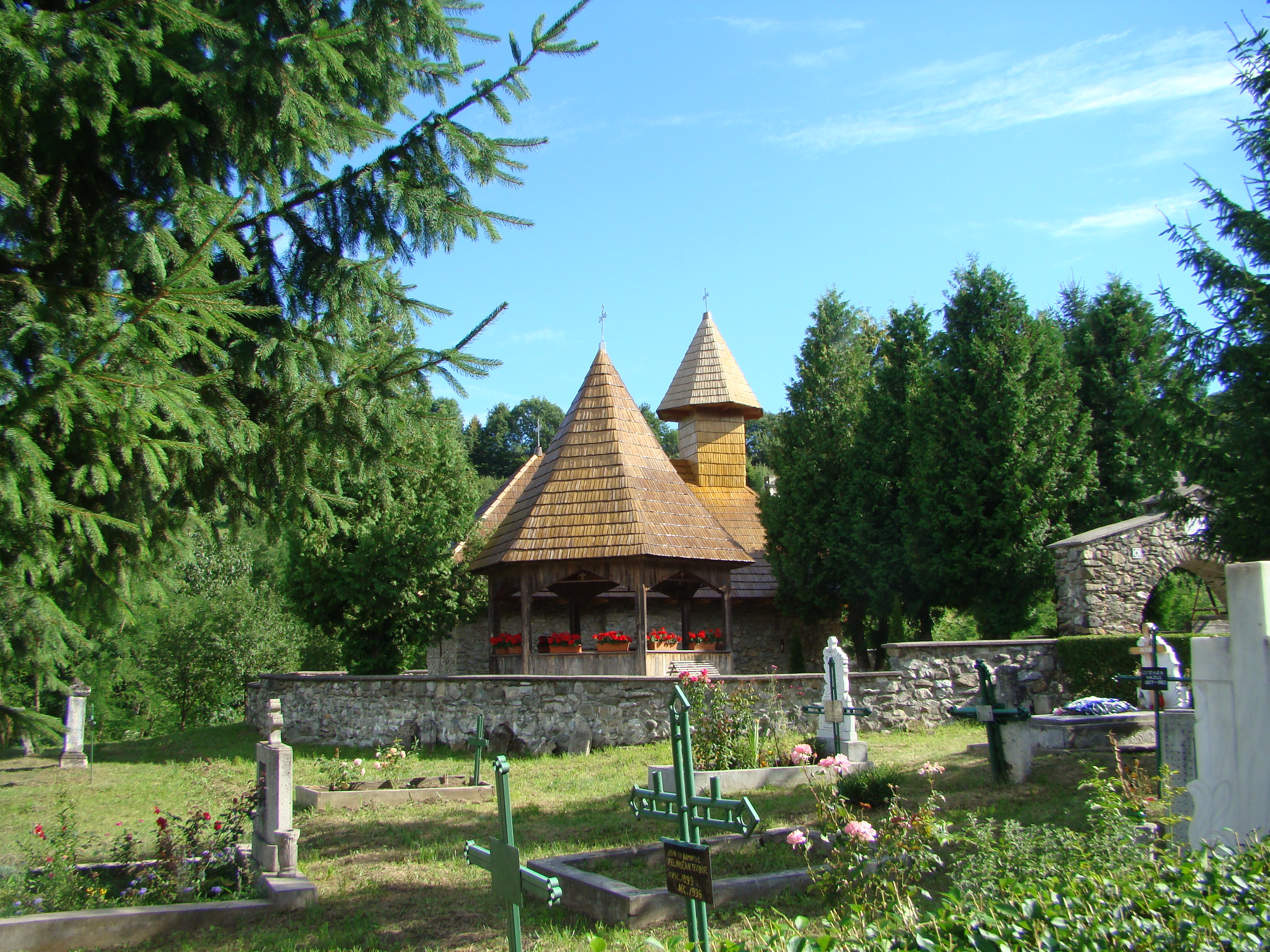
Biserica cu hramul „Sfânta Treime” a mănăstirii Măgina (monument istoric)
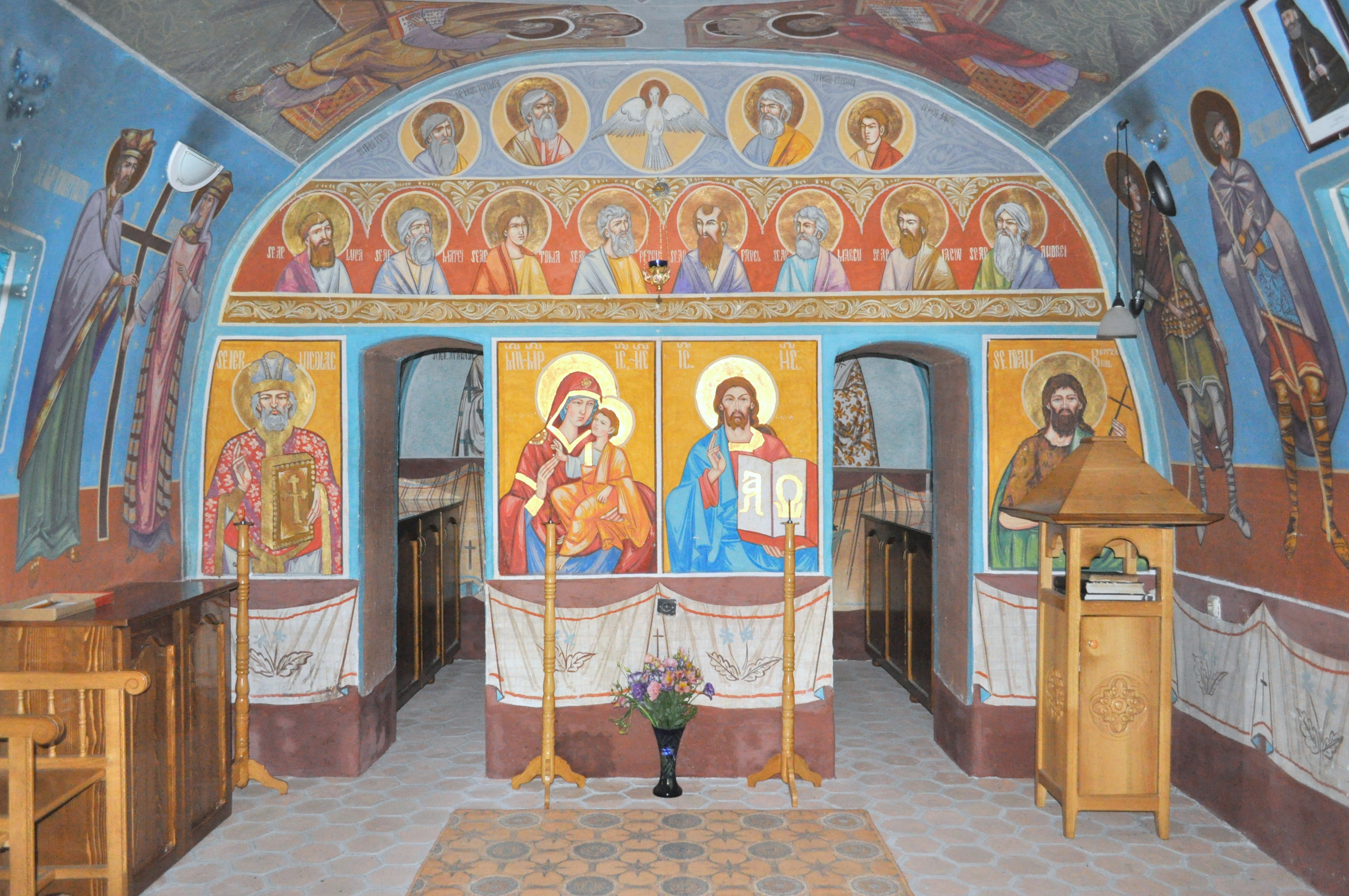
Biserica cu hramul „Sfânta Treime” a mănăstirii Măgina (monument istoric)
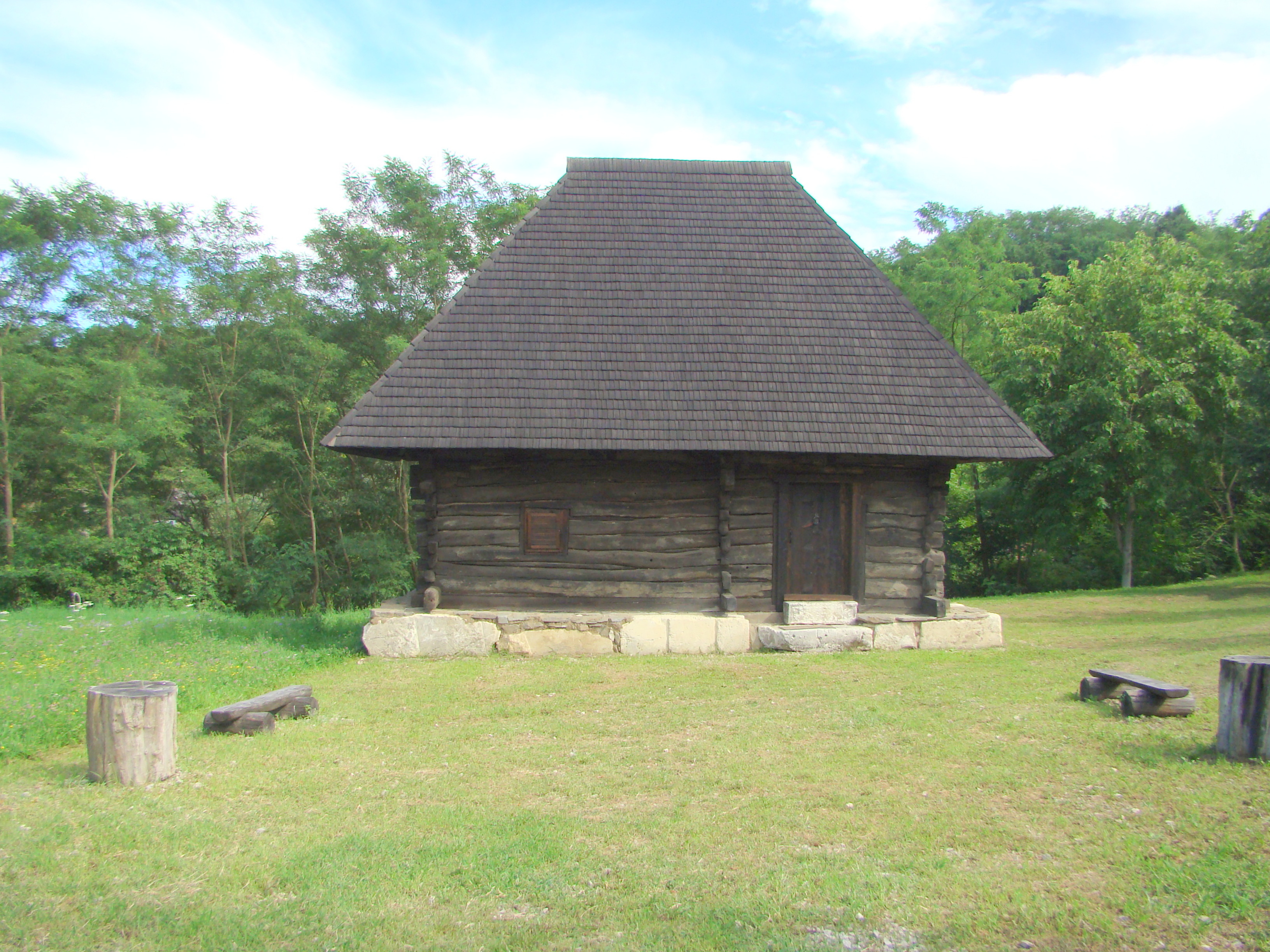
Muzeul mănăstirii Măgina